# Собковка (Черкасская область)
Собковка (укр. Собківка) — село в Уманском районе Черкасской области Украины.
Население по переписи 2001 года составляло 855 человек. Почтовый индекс — 20352. Телефонный код — 4744.

## Местный совет
20352, Черкасская обл., Уманский р-н, с. Собковка